# Teucrium flavum subsp. glaucum
El teucro amarillo  (Teucrium flavum L. subsp. glaucum) es una planta de la familia de las lamiáceas.

## Descripción
Mata fruticosa, de 0,2-o,4 m ramificada y leñosa en la base, con los tallos pubescentes en una sola cara, alternando la pubescencia entre un entrenudo y los contiguos. Hojas glabrescentes, coriáceas, relucientes por su haz, pecioladas con el limbo ampliamente ovado, crenado, de 1-2,5 cm. Inflorescencia alargada, flores con el cáliz no bilabiado y la corola amarilla de 15-20 mm. Florece en primavera y verano.

## Distribución y hábitat
En la península ibérica (Comunidad Valenciana) e Islas Baleares entre el nivel del mar y 600 m. Distribución mediterránea suroccidental. Habita en coscojares, pedregales, repisas, oquedades y fisuras de cantiles calcáreos, de zonas litorales termomediterráneas.

## Importancia económica y cultural
Usos
Descogestionante venoso y linfático, antiinflamatorio. Indicaciones: varices y hemorroides.

## Infusión para el acné
Cocimiento. Cocer unos 30 g de sumidades floridas por cada 1 litro de agua; debemos hervir la mezcla durante 30 minutos. Una vez realizada se cuela y se puede beber ese litro repartido en tres veces. Lo mejor será tomarlo después de las comidas y debemos guardarlo en la nevera. Para evitar que pierda sus principios debemos tomarlo en el día.[cita requerida]